# كارت ميموري (فلم)
كارت ميموري: فيلم تشويق وإثارة مصري، صدر في 6 ديسمبر 2017.

## القصة كاملة
تدور أحداث الفيلم في إطار من الحركة والإثارة والتشويق ، من خلال سرد عدة قصص منفصلة ، يقوم المحامي الشاب (أحمد منير) بربط الأحداث بينهم ، والذي يعيد فتح بعض القضايا القديمة التي تم صدور الحكم فيها ، بعضها كان حكما بالإعدام؛ لكونه يعتقد أن المحكوم عليهم في هذه القضايا ليسوا الجناة الحقيقيين ، ويقدم بلاغا للنائب العام مستعينا ببعض المعلومات المخزنة على (كارت ميموري) .

## فريق العمل

### بطولة
| - خالد سليم:هادى الورداني - دينا فؤاد:سمر - محمد نجاتي:كريم - رانيا محمود ياسين:هاله مهران - أحمد منير:وليد كمال / وليد راضى دكروري | - عزت أبو عوف:عبد الحميد - نورهان:سعاد - دنيا المصري:مى زوجة كريم - أحمد جمال سعيد:تامر زوج هالة - هيام جباعي:يارا زوجة هادي | - سامي مغاوري:النائب العام - سماح سعد - وليد غنيم - مدحت سعد - أحمد علي | - ميرنا جميل:غاده - حاتم رجاء - حاتم فليفل - نيفين مدكور - شريف رواش | - محمد زكي - منة عمرو - ياسمين عبد الواحد - ادم احمد حلمي:الطفل وليد |

تمثيل
| - محمد قشطة:والد غاده - صلاح عبد الله:راضى سيد دكروري - مجدي منير:الورداني والد هادي - مصطفى شاكر: الظابط - عيد أبو الحمد:صالح | - محمد حسن شبل:زوج والدة وليد - شيماء الصياد:صوت - علي جمال الدين:محصل النور - أحمد النمرسي:ظابط - إسلام صبري:أمين شرطة | - سناء فؤاد:والدة هادي - ناصر عثمان:المحامى - إحسان العراقي:طبيب المركب - ياسمين أحمد:مذيعة |

### إداريون
| - تأليف:محمود فليفل: (قصةوسيناريو وحوار) إخراج: - - خالد مهران:(مخرج) - أحمد شفيق القدومي:(مساعد مخرج اول) - محمد بدير: (مساعد مخرج) - تصوير: - محمد حمدي:(مدير التصوير) - جوزيف وجيه: (focus puller) | - مونتاج: - عمرو سعيد:(مونتير) - محمد الشرقاوي: (تصحيح ألوان) - صوت:محمد حسن: (مكساج) - انتاج - جولدن موفي للإنتاج:(إنتاج) - وي للإنتاج الفني:(منتج منفذ) - محمود فليفل: (منتج) - محمد التلباني: (مدير الانتاج) | - توزيع:محمد حسن رمزي: (موزع) - ملابس::خالد عبد العزيز: (ستايليست) - موسيقى:حاتم محسن: (مؤلف موسيقى) - دعاية:محمد جلال - ديكور:كريم شاتيلا: (مهندس الديكور ) - جرافيكس: حسام الدالي:مصمم خدع بصرية |